# Jingpo Lacus

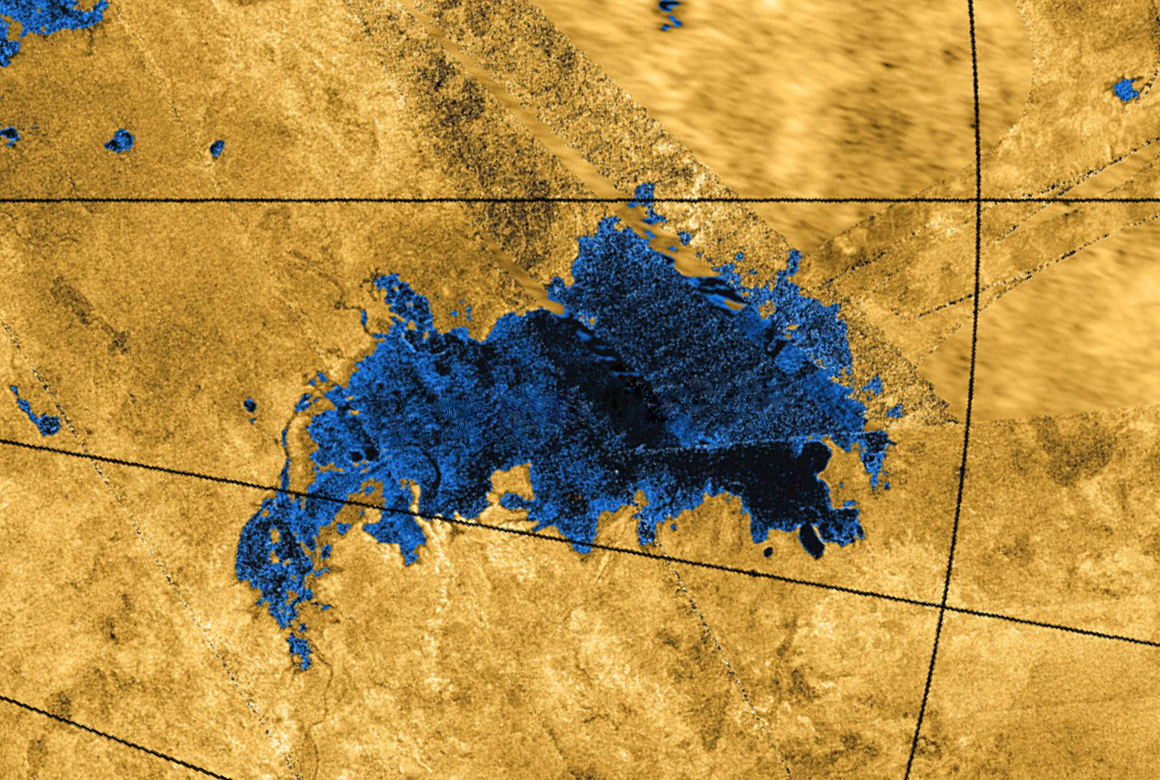
Mosaico em falsa cor do Jingpo Lacus.

Jingpo Lacus é um lago na região polar de Titã, o maior satélite natural de Saturno. Juntamente com o Ontario Lacus é o 4º maior corpo líquido em Titã, a seguir das três maria (Kraken Mare, Ligeia Mare e Punga Mare). É composto por hidrocarbonatos líquidos (principalmente metano e etano). Tem o mesmo tamanho que o Lago Onega na Terra e foi nomeado após o Lago Jingpo, um lago na China.